# Bella Unión
Bella Unión è un comune dell'Uruguay di 18.406 abitanti (censimento 2011), a nord-est del dipartimento di Artigas. È situato alla triplice frontiera con il Brasile e l'Argentina.
Il suo centro abitato principale, nonché sede del municipio, è la località di Bella Unión che conta 12.200 abitanti.

## Geografia fisica
La città di Bella Unión è situata nell'estremo nord-ovest dell'Uruguay, alla confluenza del Río Cuareim con il fiume Uruguay. Sulla sponda opposta dell'Uruguay si estende la città argentina di Monte Caseros. Oltre il Río Cuareim si sviluppa la cittadina brasiliana di Barra do Quaraí.

## Storia
La cittadina fu fondata nel 1829 da Fructuoso Rivera di ritorno dalla spedizione nelle Misiones Orientales e dai profughi guaraní che non vollero sottostare alla dominazione brasiliana, con il nome di Santa Rosa del Cuareim.
Nel 1852 dopo la fine della guerra civile uruguaiana il territorio a nord del Río Cuareim venne riconosciuto come parte dell'Impero del Brasile portando allo sfratto della popolazione. Nel 1853 venne rifondata con il nome di Santa Rosa de la Bella Unión del Quareim.
Nel 1929 il governo nazionale, in occasione del centenario della campagna delle Misiones, inviò al senato un disegno di legge per rinominare la località in Bella Unión.
Il 15 marzo 2010, tramite la legge n. 18653 in ottemperanza a quanto previsto dalla legge n. 18567 che prevedeva l'istituzione di comuni in tutti gli insediamenti con 2000 o più abitanti, viene istituito il comune di Bella Unión, con sede nell'omonimo centro abitato.

## Geografia antropologica
La popolazione è concentrata quasi esclusivamente nell'omonimo capoluogo e nelle località ad esso adiacenti.
| Città                            | Popolazione |
| -------------------------------- | ----------- |
| Bella Unión                      | 12.200      |
| Cainsa                           | 355         |
| Calnú                            | 15          |
| Coronado                         | 438         |
| Cuareim                          | 710         |
| Franquia                         | 935         |
| Las Piedras                      | 2.771       |
| Mones Quintela                   | 531         |
| Portones de Hierro y Campodónico | 323         |

## Economia
Fra le principali attività agricole della zona vi sono la viticoltura, la coltivazione di canna da zucchero che occupa approssimativamente 10.000 ettari ed è utilizzata oltre che per lo zucchero anche come biocombustibile e mangime per il bestiame, la coltivazione di ortaggi (sia nei campi sia all'interno di serre) e di riso, quest'ultimo soprattutto nella zona a ridosso del centro abitato.

## Infrastrutture e trasporti
Il centro di Bella Unión è collegato con il resto del paese tramite due strade:
- La strada 3, principale arteria di comunicazione dell'Uruguay nord-occidentale, che termina proprio a Bella Unión e attraversa da sud a nord il Paese fino ad arrivare a Montevideo.
- La strada 30, che 22km a sud di Bella Unión si biforca dalla strada 3 ed attraversa il dipartimento di Artigas fino al capoluogo, per poi proseguire a sud-est e toccare le città di Salto e Rivera.

A nord è collegato con la città brasiliana di Barra do Quaraí tramite un ponte stradale/ferroviario che attraversa il fiume Cuareim. Sono in corso valutazioni per la possibile creazione di un ponte sopra il Fiume Uruguay che possa fungere da collegamento con la città argentina di Monte Caseros.
In passato è stata presente una rete ferroviaria, ora soppressa, che arrivava da Baltasar Brum e proseguiva collegandosi con il Brasile.
A circa 7km a sud del centro di Bella Unión è presente l'aeroporto civile di Placeres.

## Amministrazione
| Periodo          | Periodo          | Primo cittadino   | Partito           | Carica  | Note |
| ---------------- | ---------------- | ----------------- | ----------------- | ------- | ---- |
| 9 luglio 2010    | 8 luglio 2015    | William Cresseri  | Fronte Ampio      | Sindaco |      |
| 9 luglio 2015    | 26 novembre 2020 | Luis Carlos López | Partito Nazionale | Sindaco |      |
| 27 novembre 2020 | in carica        | William Cresseri  | Partito Nazionale | Sindaco |      |